# Kenneth Nelson
Kenneth Nelson (Rocky Mount, 24 marzo 1930 – Londra, 7 ottobre 1993) è stato un attore statunitense.

## Biografia
Nato a Rocky Mount, nella Carolina del Nord, Nelson è apparso in diverse serie televisive alla fine degli anni 1940, tra cui Captain Video and His Video Rangers e The Aldrich Family. Fu scritturato per il suo primo spettacolo di Broadway, Seventeen, adattamento musicale dell'omonimo romanzo di Booth Tarkington, che debuttò al Broadhurst Theatre il 21 giugno 1951 e andò in scena per 182 spettacoli. Nel 1960, Nelson fu scritturato per uno spettacolo off-Broadway intitolato The Fantasticks, che divenne il musical più longevo del mondo con 17.162 spettacoli.
Nel 1968, Nelson accettò il ruolo di protagonista nella controversa e rivoluzionaria produzione off-Broadway di The Boys in the Band, la prima opera teatrale ad esplorare l'ambiente della vita gay a New York City in modo franco. Lui e il resto del cast sono apparsi nella versione cinematografica del 1970 diretta da William Friedkin. Sempre nel 1970 Nelson tornò a Broadway nel ruolo principale in Lovely Ladies, Kind Gentlemen, adattamento musicale di La casa da tè alla luna d'agosto.
Nelson morì nel 1993 a Londra per complicazioni legate all'AIDS.

## Filmografia
- Invitation, regia di Gottfried Reinhardt (1952)
- Festa per il compleanno del caro amico Harold (The Boys in the Band), regia di William Friedkin (1970)
- I formidabili (The Games), regia di Michael Winner (1970)
- The Lonely Lady, regia di Peter Sasdy (1983)
- Hellraiser, regia di Clive Barker (1987)
- Cabal (Night Breed), regia di Clive Barker (1990)